# Chouday
Chouday é uma comuna francesa na região administrativa do Centro, no departamento Indre. Estende-se por uma área de 28,6 km². Em 2010 a comuna tinha 153 habitantes (densidade: 5,3 hab./km²).